# Водяная агама
Водяная агама, или восточная водяная ящерица (лат. Physignathus cocincinus) — ящерица из семейства агамовых, вид выделяется в монотипный род Physignathus.

## Описание
Общая длина водяной агамы до 1 м, при этом почти 70 см приходится на хвост. Самки немного меньше самцов. На шее, спине и основании хвоста у самцов расположен гребень из высоких роговидных чешуй. Основная окраска изумрудно-зелёная, более яркая у самцов. Нижняя челюсть с розовым оттенком. Под горлом у самцов есть участок оранжевого или жёлтого цвета. Хвост уплощён с боков, с зелёными и бурыми поперечными полосами в виде колец. Агамы пользуются своим длинным хвостом для сохранения равновесия при лазании по ветвям и как веслом при плавании, а также как хлыстом, когда отбиваются от хищников.

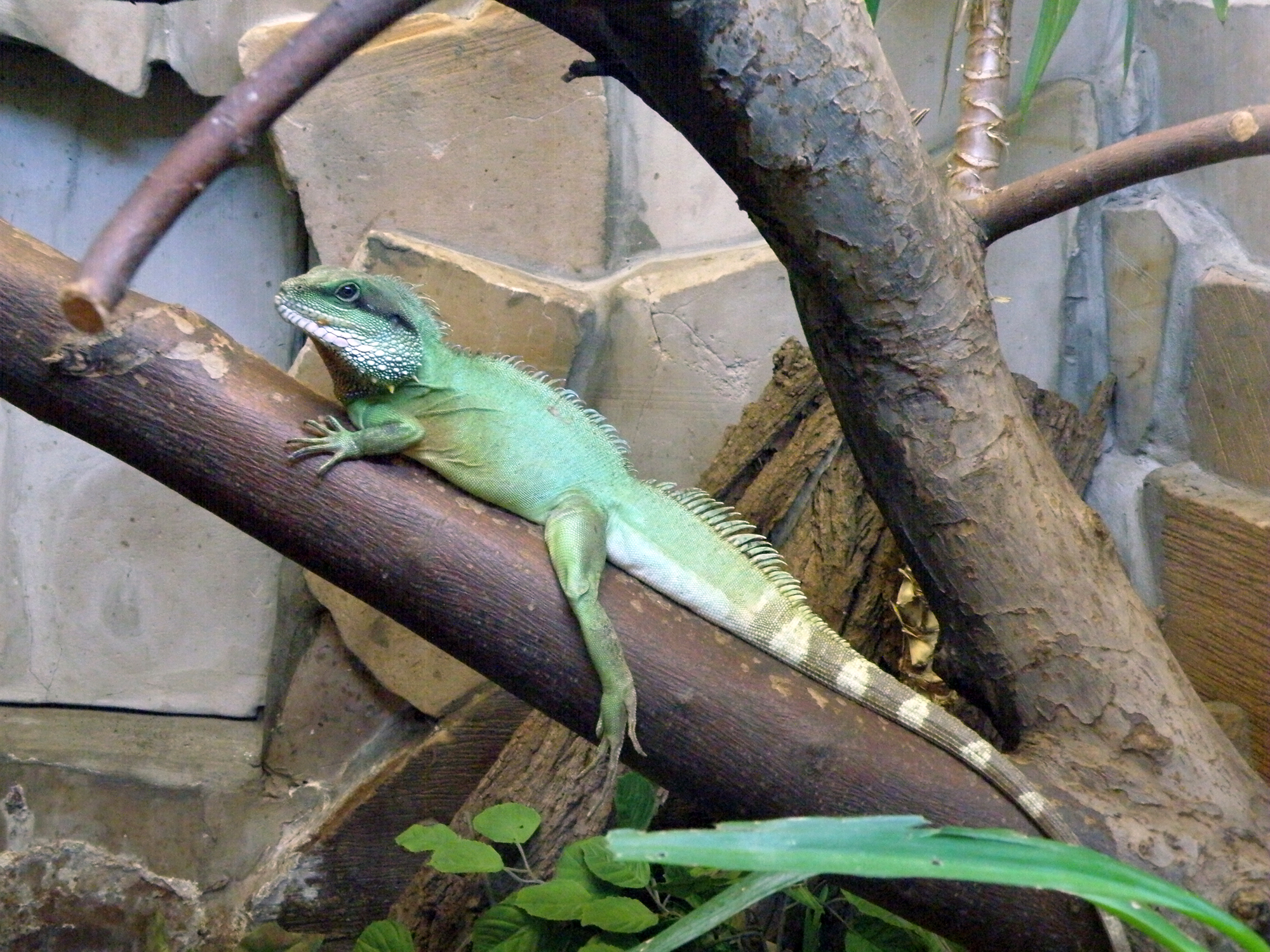
Взрослый самец

## Ареал и места обитания
Водяная агама распространена в Юго-Восточной Азии на востоке и юге полуострова Индокитай в Камбодже, Вьетнаме и прилегающих районах Южного Китая, Восточном и Юго-Восточном Таиланде и, возможно, прилегающих областях Южной Бирмы и Лаоса. Обитает в тропических лесах в низменных и горных районах всегда вблизи водоёмов, по берегам рек и лесных болот.

## Образ жизни
Ведёт полудревесный — полуводный образ жизни, активна днём. Хорошо плавает, в случае опасности прыгает или просто падает с ветвей в воду, при необходимости может нырять и оставаться под водой до 20 мин. Питается насекомыми и мелкими позвоночными. В неволе поедают также фруктово-овощные смеси.

## Размножение
В неволе спаривание чаще наблюдается в декабре — январе. В кладке от 8 до 16 яиц. Инкубация при температуре +28…+30 С длится 73 дня. Общая длина новорожденных агам от 13 до 15 см, из которых длина туловища с головой 2,5 см. Верх тела буровато-зелёный, брюшная сторона от бледно-зелёной до белой, на боках вертикальные светлые полосы. Хвост с зелёными и бурыми поперечными полосами. Молодые агамы насекомоядны.
Продолжительность жизни составляет 10—15 лет.